# Amstel Gold Race 2010
L'Amstel Gold Race 2010, quarantacinquesima edizione della corsa, valevole come decima prova del Calendario mondiale UCI 2010, si svolse il 18 aprile 2010 su un percorso di 257,4 km, da Maastricht alla collina del Cauberg, nel comune di Valkenburg aan de Geul.
La corsa fu vinta dal corridore belga Philippe Gilbert, che batté sullo strappo finale del Cauberg il canadese Ryder Hesjedal e l'italiano Enrico Gasparotto con un distacco di 2"; poco dietro, invece, giunse il resto del gruppo dei favoriti. La gara fu segnata dai problemi occorsi ad alcune squadre a causa delle nubi create dall'eruzione del vulcano Eyjafjöll e dai conseguenti disagi per il traffico aereo su scala continentale.

## Squadre e corridori partecipanti
| N.      | Cod. | Squadra             |
| ------- | ---- | ------------------- |
| 1-8     | KAT  | Team Katusha        |
| 11-18   | ALM  | AG2R La Mondiale    |
| 21-28   | AST  | Astana              |
| 31-38   | GCE  | Caisse d'Epargne    |
| 41-48   | EUS  | Euskaltel-Euskadi   |
| 51-56   | FOT  | Footon-Servetto     |
| 61-68   | FDJ  | Française des Jeux  |
| 71-78   | GRM  | Garmin-Transitions  |
| 81-88   | LAM  | Lampre-Farnese Vini |
| 91-98   | LIQ  | Liquigas-Doimo      |
| 101-108 | OLO  | Omega Pharma-Lotto  |
| 111-118 | QST  | Quick Step          |

| N.      | Cod. | Squadra             |
| ------- | ---- | ------------------- |
| 121-128 | RAB  | Rabobank            |
| 131-138 | SKY  | Team Sky            |
| 141-148 | THR  | Team HTC-Columbia   |
| 151-158 | MRM  | Team Milram         |
| 161-168 | RSH  | Team RadioShack     |
| 171-178 | SAX  | Team Saxo Bank      |
| 181-188 | BMC  | BMC Racing Team     |
| 191-198 | CTT  | Cervélo TestTeam    |
| 201-208 | LAN  | Landbouwkrediet     |
| 211-218 | SKS  | Skil-Shimano        |
| 221-228 | TSV  | Topsport Vlaanderen |
| 231-238 | VAC  | Vacansoleil         |

## Ordine d'arrivo (Top 10)
| Pos. | Corridore          | Squadra         | Tempo    |
| ---- | ------------------ | --------------- | -------- |
| 1    | Philippe Gilbert   | Omega Pharma    | 6h22'54" |
| 2    | Ryder Hesjedal     | Garmin          | a 2"     |
| 3    | Enrico Gasparotto  | Astana          | s.t.     |
| 4    | Bert De Waele      | Landbouwkrediet | a 5"     |
| 5    | Roman Kreuziger    | Liquigas-Doimo  | s.t.     |
| 6    | Damiano Cunego     | Lampre          | s.t.     |
| 7    | Fränk Schleck      | Saxo Bank       | a 7"     |
| 8    | Marco Marcato      | Vacansoleil     | a 9"     |
| 9    | Karsten Kroon      | BMC             | a 11"    |
| 10   | Christopher Horner | RadioShack      | s.t.     |

## Punteggi UCI
| Pos. | Corridore          | Squadra         | Punti |
| ---- | ------------------ | --------------- | ----- |
| 1    | Philippe Gilbert   | Omega Pharma    | 80    |
| 2    | Ryder Hesjedal     | Garmin          | 60    |
| 3    | Enrico Gasparotto  | Astana          | 50    |
| 4    | Bert De Waele      | Landbouwkrediet | 40    |
| 5    | Roman Kreuziger    | Liquigas-Doimo  | 30    |
| 6    | Damiano Cunego     | Lampre          | 22    |
| 7    | Fränk Schleck      | Saxo Bank       | 14    |
| 8    | Marco Marcato      | Vacansoleil     | 10    |
| 9    | Karsten Kroon      | BMC             | 6     |
| 10   | Christopher Horner | RadioShack      | 2     |

| Pos. | Squadra                      | Punti |
| ---- | ---------------------------- | ----- |
| 1    | Omega Pharma-Lotto           | 80    |
| 2    | Garmin-Transitions           | 60    |
| 3    | Astana                       | 50    |
| 4    | Landbouwkrediet              | 40    |
| 5    | Liquigas-Doimo               | 30    |
| 6    | Lampre-Farnese Vini          | 22    |
| 7    | Team Saxo Bank               | 14    |
| 8    | Vacansoleil Pro Cycling Team | 10    |
| 9    | BMC Racing Team              | 6     |
| 10   | Team RadioShack              | 2     |

| Pos. | Nazione     | Punti |
| ---- | ----------- | ----- |
| 1    | Belgio      | 120   |
| 2    | Italia      | 82    |
| 3    | Canada      | 60    |
| 4    | Rep. Ceca   | 30    |
| 5    | Lussemburgo | 14    |
| 6    | Paesi Bassi | 6     |
| 7    | Stati Uniti | 2     |